# 奧姆氏鏢鱸
奧姆氏鏢鱸為輻鰭魚綱鱸形目鱸亞目河鱸科的其中一種，分布於加拿大聖羅倫斯河至美國佛羅里達州St. Johns河流域，體長可達11公分，棲息在沙泥底質的池塘、溪流，雄魚具有護卵的行為。